# 黒岩恒雄
黒岩 恒雄（くろいわ つねお、1922年（大正11年）12月24日 - 2014年（平成26年）1月2日）は、日本の実業家。日本梱包運輸倉庫社長・会長、日本陸送・日本運輸各会長、仙台梱包運搬社取締役、名古屋梱包運搬社・武蔵野ディーゼル興業・オートテクニック各監査役、東京都トラック協会理事、全国商品車輸送協力会会長を務めた。

## 略歴
1922年、由蔵の三男として、茨城県猿島郡新郷村（現在の古河市）に生まれる。趣味はスポーツ。
1940年（昭和15年）、茨城県立古河商業学校卒業。満州国際運輸入社。
1948年（昭和23年）、日本運搬社入社
1953年（昭和28年）、日本梱包運搬社（日本梱包運輸倉庫の前身）を設立し、同社代表取締役社長に就任
1989年（平成元年）、同社代表取締役会長
1993年（平成5年）、勲五等双光旭日章受章
1999年（平成11年）、同社代表取締役相談役
2003年（平成15年）、同社相談役
2014年1月2日、骨髄異形成症候群で死去。91歳没。

## 参考
- 交詢社 第69版 『日本紳士録』、1986年
- LNEWS 2014年1月6日